# Eupithecia lini
Eupithecia lini es una especie de polilla de la familia Geometridae. La especie fue descrita por primera vez por Mironov y Galsworthy, habiendo sido descrita en 2007, con distribución en la Isla de Taiwán. Es una polilla mediana de color gris pálido color ceniza, con una envergadura de unos 30 milímetros (1,2 plg).